# Biskupska konferencija Čehoslovačke
Čehoslovačka biskupska konferencija, je bivša institucija Katoličke Crkve u Čehoslovačkoj. Sastojala se od svih grkokatoličkih i rimokatoličkih biskupa aktivnih u Čehoslovačkoj Republici. 
Kao neformalna tijela bez strogo definiranih ovlasti, konferencija se susretala sve do 1950. godine nakon internacije većine biskupa. Državna agencija za vjerska pitanja započela je s organiziranjem konferencije, od kojih je prva sazvana 15. veljače 1951. godine. Politika djelovanja je objavljena u ožujku 1968.
Kao pravna osoba u smislu kanonskoga prava, posebice Zakonika kanonskog prava iz 1983. godine, osnovana je pod imenom Biskupske konferencije Čehoslovačke. Njezin prvi predsjednik je bio izabrani kardinal František Tomašek. Nakon raspada Čehoslovačke konferencija je podijeljena na Biskupsku konferenciju Slovačke i Češke.